# 꽃갯지렁이과

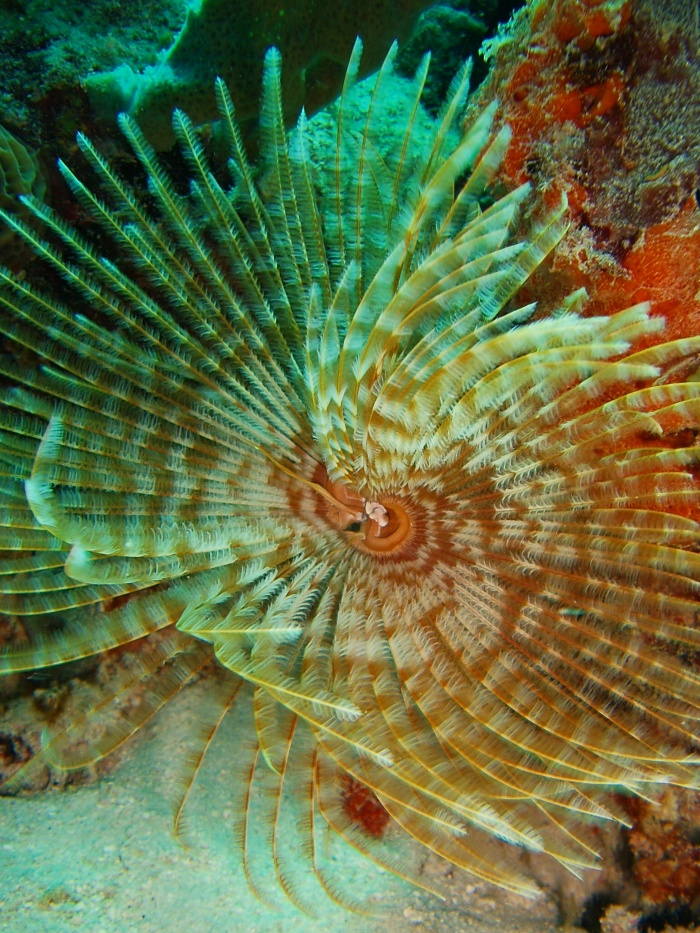
꽃갯지렁이

꽃갯지렁이과(Sabellidae)는 돌출된 깃털 가지가 특징인 해양 다모류 관벌레 과이다. 꽃갯지렁이는 모래와 껍질 조각으로 강화된 질긴 양피지 같은 삼출물로 튜브를 만든다. 다른 꽃갯지렁이와 달리 글로멀루아(Glomerula)속은 대신 탄산칼슘 튜브를 분비한다. 꽃갯지렁이과는 전 세계의 조하대 서식지에서 볼 수 있다. 가장 오래된 화석은 쥐라기 초기부터 알려져 있다.